# Hillia maxonii
Hillia maxonii är en måreväxtart som beskrevs av Paul Carpenter Standley. Hillia maxonii ingår i släktet Hillia och familjen måreväxter. Inga underarter finns listade i Catalogue of Life.